# Giebe Algoet
Pour les articles homonymes, voir Algoet.
Giebe Algoet, né le 30 mars 1998, est un athlète belge spécialisé dans le saut en hauteur. Il pratique également le saut en longueur.

## Biographie
En 2020, Giebe Algoet est victime d'une blessure au genou, qui l'empêche de pratiquer le saut en hauteur. Il se rabat sur le saut en longueur, qui ne présente pas de danger.
Giebe Algoet se distingue au championnat de Belgique[Lequel ?]. 
Il est affilié à l’Oostendse Club (HCO). Il réalise en parallèle des études de médecine.

## Records personnels

### Saut en hauteur

#### En extérieur
| Discipline      | Performance | Date         | Lieu      |
| --------------- | ----------- | ------------ | --------- |
| Saut en hauteur | 2,16 m      | 14 août 2021 | Huizingen |

#### En salle
| Discipline      | Performance | Date            | Lieu |
| --------------- | ----------- | --------------- | ---- |
| Saut en hauteur | 2,10 m      | 10 février 2018 | Gand |

## Palmarès

### Saut en hauteur
- 2024 :  Championnats de Belgique d'athlétisme en salle – 2,07 m
- 2023 :  Championnats de Belgique d'athlétisme 2023 – 2,15 m
- 2022 :  Championnats de Belgique d'athlétisme 2022 – 2,13 m
- 2018 :  Championnat de Belgique d’athlétisme – 2,07 m